# Юрій Немирич
Ю́рій, Єрог (Єжи) Немирич (пол. Jerzy Niemirycz; 1612, Овруч, Річ Посполита — початок вересня 1659, Свидовець, Чернігівщина, Гетьманщина) — український магнат, державний діяч і дипломат доби Хмельниччини. Автор проєкту Гадяцького договору.

## Життєпис

### Ранні роки. Освіта
Народився 1612 року в Овручі. Походив із руського боярського роду Немиричів гербу Клямри. Обіймав уряд київського підкоморія. У 1635 році полковник піхоти "військ його королівської милості" Владислава IV Вази. Згідно королівського наказу від 26 березня 1635 року, набирав добровольців у Волинському воєводстві для створення полку чисельністю 600 осіб, і відправки його на кордон до Пруссії, через можливу війну зі Швецією. У червні того ж року отримав у даровизну від київського каштеляна, володимирського старости Романа Гостського села в Луцькому повіті - Колмів, Волицю, Вичняк і частину села Зборишів з усіма підданими. Частину цих маєтків тоді ж заставив за 7 000 польських золотих для Романа Гостського. 14 червня 1635 року записав для пана Лукаша Зайончковського села Пироговци і Мойсийкивичи у Київському воєводстві.
Розпочав навчання у Раківській соцініанській академії (Польща; її професор Йоахім Штеґманн присвятив йому розділ з геометрії свого підручника з математики (1630), заохочував молодого Ю. Немирича студіювати в цьому напрямку). У 1630 році виїхав з групою одновірців під опікою Анджея Рутковича на захід. Пізніше поповнив багаж знань в університетах Лейдена, Амстердама, Оксфорда, Кембриджа та Парижа.
Навчаючись у Сорбонні, захистив і опублікував дисертацію магістра права, присвячену порівнянню політичних та юридичних систем Речі Посполитої і Московського царства. Також його перу належать декілька теологічних трактатів — зокрема, надрукований у Парижі «Опис і виклад духовного арсеналу християн».

### «Роздуми про війну з московитами»
У написаному 1632 року невеликому трактаті «Discursus de bello Moscovitico…» («Роздуми про війну з московитами…») прогнозував неуникність війни Речі Посполитої з Московією, оскільки неможливим є тривале співіснування «республіканської» монархії із деспотичним режимом. Саме «абсолютистською системою державного управління» Немирич пояснював агресивність Московії, мешканці якої «ані свободи не прагнуть, ані неволі не відчувають і не уникають».
Він радив своєму королю якнайшвидше збільшити фінансування власного війська, розпочати вишкіл вояків за найкращими західними стандартами, налагодити власне виробництво якісної зброї, модернізувати інфраструктуру та невпинно облаштовувати вузли оборони, що використовували б природні перешкоди для стримування наступу ворога. Немирич підкреслював, що зусилля окремих активних громадян важливі, але не можуть замінити системної роботи всієї держави. Окремі його рекомендації стосувалися залучення до спільних дій українського козацтва — як реєстрового, так і нереєстрового — і налагодження взаємовигідних відносин із Кримом.

### Магнат-социніанин
Закінчивши «свої університети», молодий амбітний магнат повернувся на батьківщину, брав участь на чолі власної хоругви у війнах Польщі з Московщиною та Швецією (1630-ті), а потім очолив протестантську шляхту Київщини.
За даними подимного реєстру 1640 року мав 4907 «димів» у Київському воєводстві (другий після Яреми Вишневецького). Володів 12 містечками та 75 селами на Правобережжі. 1643 року придбав значні земельні володіння і на Лівобережжі. Будучи протестантом-аріанином, боронив права своїх одновірців у різних інституціях. Фундатор протестантської академії у Кисилині (Волинь).
З 1641 року обраний підкоморієм київським. Це викликало роздратування католицької шляхти. Воєвода Януш Тишкевич звинуватив Немирича в блюзнірстві. Нібито під час сеймику в Житомирі на провокаційне питання, як він присягатиметься Святою Трійцею (одновірці Немирича відкидали цей догмат), той відповів що готовий «поклястися хоч четвіркою». Справа дійшла до трибуналу у Варшаві, але завдяки підтримці Владислава IV і коронного гетьмана Станіслава Конєцпольського Немирича не лише не покарали, а й залишили київським підкоморієм. Зберіг він і свої величезні володіння, у яких продовжував надавати притулок одновірцям.

### Хмельниччина
На початку Хмельниччини воював проти Хмельницького як генеральний полковник Київського воєводства. Будучи прихильником семигородського князя Ракочія, у 1655 році перейшов на бік шведського короля Карла X Густава.
Гучні перемоги козаків змусили Немирича, як і лідера православної антикозацької «партії» Адама Киселя, шукати компромісу з Хмельницьким. У 1657 році переїхав до Чигирина, під протекцію гетьмана, де прийняв релігію своїх предків — «руську віру».
Знатність і багатство гарантували Немиричу блискучу кар'єру в гетьманській старшині. Як дипломат проводив переговори зі Швецією, які закінчилися Корсунською угодою 1657 року, що визнавала незалежність України.
Після смерті Хмельницького став Генеральним писарем при Івану Виговському. Своєю дезінформацією призвів до вигідного Швеції договору. Від Виговського одержав підтвердження на лівобережні маєтності під час поновлення котрих, зокрема, загарбав частину землі Полтавського полку, чим сприяв виникненню повстання на Лівобережжі.

### Велике Князівство Руське
Один із творців концепції Великого Князівства Руського, очолював українську делегацію на сейм 1659 року (для ратифікації Гадяцького договору, автором проекту якого був). Учасник Конотопської битви 1659 року.

### Загибель
Загинув під час перевороту в Ніжині, що стався внаслідок змови ніжинських заколотників Василя Золотаренка з переяславським полковником Тимофієм Цецюрою (у Переяславі промосковський переворот влаштований Цецюрою відбувся 23—24 серпня). Цецюра відправив загін переяславських козаків на допомогу Золотаренкові. Захоплення Ніжина промосковською партією відбулося не пізніше 30 серпня, на цю дату посилається київський воєвода Шереметєв, нагадуючи про чолобитні Цецюри, ніжинського, чернігівського і київського полковників перед царем, які «добили челомъ въ винахъ», після цього воєвода згадує про вбивство Немирича в Ніжині під час перевороту «Немирича убили жъ и казаковъ, единомышленниковъ… Ивашка Выговского побили жъ» та присягу ніжинського полковника (Василя Золотаренка) царю, яку він виконав у Ніжині 1 вересня (АЮЗР. — Т. XV. — № 11 (III). — С. 436—437). Козацький літописець Самовидець датував переворот в Ніжині Новим роком за московським календарем (1 вересня), за його повідомленням Немирич встиг під час перевороту покинути Ніжин та рятувався втечею, але повсталі «пана Немірича, за Кобижчою, под селом Свидовцем нагнавши, забыли, и хто при нему был, никого не живячи».

### Сім'я
1635 чи 1636 року одружився з Ельжбетою Ізабеллою (чи Барбарою) Слупецькою (кальвіністка, донька люблінського каштеляна), став родичем родини Лещинських (з неї походила теща Барбара). Мав дітей:
- Теодор — сеймовий посол;
- Тома — загинув, коли навчався в Кисилинській академії (зламав шию під час гонитви в полі);
- Варвара (Барбара) — дружина: 1) Героніма Ґратуса Москожевського; 2) з 1660 року — київського підкоморія Марціана Чаплича.[14]

### Праці Юрія Немирича
Юрій Немирич належить до визначних українських державотворців. Автор суспільно-політичних праць, зокрема «Роздуми про війну з Московією» (1634) та (з теології) поеми «Паноплія» (1653). Польською мовою написав аріанські молитви. Ця людина по праву може бути названа першим українським гуманістом, попередником великого Сковороди.
- Niemirycz G. Discursus de bello Moscovitico ad illustrum Romanum Hojski Vlodimiriensem Capitaneum, affinem. —  Paris: ex typographia Paris des Hayes, Anno 1634, 29 pp. Українські переклади:
  - Юрій Немирич. Роздуми про війну з московитами, 1634 року // «Тисяча років української суспільно-політичної думки. У 9-ти т.», т. 2, кн. 2. — Перша половина XVII ст. — К: Дніпро, 2001. — С. 434—451. — ISBN 966-578-081-6;
  - Юрій Немирич. Роздуми про війну з московитами / Пер. з лат. мови В. Д. Литвинова, Я. М. Стратій. — К.: Академперіодика, 2014. — 60 с. — ISBN 978-966-360-263-9; ISBN 978-966-360-262-2 (серія);
- «Гадяцький трактат» // Слюсаренко А. Г., Томенко М. В."Історія української конституції". — К: Знання України, 1993. — c. 19—24. — ISBN 5-7770-0600-0;
- «Опис і виклад духовної зброї християнина, або Паноплія». — Париж, 1653. Барокова поема, видана під псевдонімом Єжи Зміцерина[15];
- аріанські молитви.

### В мистецтві
- Іван Корсак, роман «Немиричів ключ». — К. : Ярославів Вал, 2012;
- Литовченки Тимур і Олена, роман «Фатальна помилка» — Харків : Фоліо, 2015 ISBN 978-966-03-7213-9;
- Єшкілєв Володимир Львович, серія «Прокляті Гетьмани» книга «Унія» — Харків : Фоліо, 2019;
- «Велика гра Юрія Немирича. Історія дипломатичної та військової зверхності над Москвою у добу Виговського». — К. : Залізний тато, 2019.

## Оцінка діяльності
Оцінка діяльності Юрія Немирича серед істориків дуже різниться. Так, зокрема, український історик Наталія Яковенко стверджує, що «постать Юрія Немирича … є однією з найсуперечливіших у ту буремну добу»:220; Любомир Винар та Наталя Полонська-Василенко вважали його «одним із найздібніших українських дипломатів доби Хмельниччини»:529 і «видатним правником і дипломатом»:38 відповідно.
Натомість російська історикиня Тетяна Таїрова-Яковлева вважає його політичним авантюристом.

## Вшанування пам'яті
У декількох населених пунктах на честь Юрія Немирича названі вулиці:
- вулиця Юрія Немирича в смт Черняхів[20];
- вулиця Юрія Немирича в Овручі[21];
- вулиця Юрія Немирича в Житомирі;
- вулиця Юрія Немирича в Києві;
- вулиця Юрія Немирича в Коростені (колишня вулиця Комарова).